# Sparneck
Sparneck er en købstad (markt) i Landkreis Hof i den nordøstlige del af den bayerske regierungsbezirk Oberfranken i det sydlige Tyskland. Den er administrationsby for Verwaltungsgemeinschaft Sparneck.

## Geografi
Markt Sparneck ligger i 560 meters højde i Pfarrbachtal, hvor hovedparten af kommunens område ligger. Floden Saale løber i denne dal mod nord. Mod øst hæver det 877 meter høje Waldstein-Gebirgszug, hvor Saale har sit udspring. Bjerget danner en naturlig grænse til naboområdet Landkreis Wunsiedel.

### Nabokommuner
Sparneck grænser til købstaden Zell im Fichtelgebirge, byen Münchberg, købstaden Weißdorf, og byen Kirchenlamitz, som ligger i Landkreis Wunsiedel.

### Inddeling
Kommunen Sparneck består ud over byen Sparneck af landsbyerne Brandenstumpf, Einöden, Germersreuth, Grohenbühl, Immerseiben, Immershof, Reinersreuth, Rohrmühle, Saalmühle, Stockenroth og Ziegelhütte